# Mohale's Hoek District
Mohale's Hoek District är ett distrikt i Lesotho. Det ligger i den sydvästra delen av landet, 90 km söder om huvudstaden Maseru. Antalet invånare är 174 924. Arean är 3 530 kvadratkilometer. Mohale's Hoek District gränsar till Mafeteng District, Maseru, Thaba-Tseka, Qacha's Nek, Quthing, Östra Kapprovinsen och Fristatsprovinsen. 
Terrängen i Mohale's Hoek District är bergig åt sydost, men åt nordväst är den kuperad.
Mohale's Hoek District delas in i:
- Khoelenya Community
- Likhutloaneng Community
- Mashaleng Community
- Nkau Community
- Mootsinyane Community
- Phamong Community
- Qabane Community
- Qhobeng Community
- Qobong Community
- Seroto Community
- Siloe Community
- Teke Community
- Thaba-Mokhele Community
- Koti-Se-Phola Community

Följande samhällen finns i Mohale's Hoek District:
- Mohale's Hoek